# 云南风铃草
云南风铃草（学名：Campanula yunnanensis）是桔梗科风铃草属的植物，为中国的特有植物。分布于中国大陆的云南等地，生长于海拔1,900米至2,200米的地区，常生长在石上，目前尚未由人工引种栽培。
其种加词 yunnanensis 意为“云南的”。